# 一色町酒手島
一色町酒手島（いっしきちょうさかてじま）は、愛知県西尾市の地名。

## 地理

### 学区
- 公立高等学校 - 三河学区
- 公立中学校 - 西尾市立一色中学校[WEB 6]
- 公立小学校 - 西尾市立一色東部小学校[WEB 6]

## 歴史

### 地名の由来
酒手島は干拓地であり、堤防完成の折に領主である相模甘縄藩主松平備前守から祝いの酒を賜ったことから、「酒手島」と命名したという説と、佐久島の手前であることから「佐久手島」と呼ばれたのが変化したという説があるが、古記録に「坂手島」の文字はあるものの、「佐久手島」の文字は見当たらないという。

### 人口の変遷
国勢調査による人口および世帯数の推移。
| 1995年（平成7年）  | 176世帯 792人 |  |
| 2000年（平成12年） | 192世帯 811人 |  |
| 2005年（平成17年） | 203世帯 839人 |  |
| 2010年（平成22年） | 211世帯 806人 |  |
| 2015年（平成27年） | 215世帯 768人 |  |
| 2020年（令和2年）  | 216世帯 737人 |  |

### 沿革
- 1666年（寛文6年） - 矢作古川河口の砂州の干拓完了により、酒手島村が成立[1]。当初は相模甘縄藩領[1]。
- 1703年（元禄16年） - 移封により上総大多喜藩領となる[1]。
- 1720年（享保5年） - 分家の旗本松平（筑後守）氏知行となる[1]。
- 1884年（明治17年） - 鳥山新田を併合[2]。
- 1889年（明治22年） - 衣崎村大字酒手島となる[2]。
- 1906年（明治39年） - 一色村大字酒手島となる[2]。
- 1923年（大正12年） - 一色町大字酒手島となる[2]。

## 施設
- 運照寺
- 良宣寺
- 酒手島グラウンド

### WEB
1. ↑  “愛知県西尾市の町丁・字一覧”.   人口統計ラボ. 2023年12月31日閲覧。
2. 1 2  総務省統計局 (2022年2月10日). “令和2年国勢調査の調査結果(e-Stat) - 男女別人口，外国人人口及び世帯数－町丁・字等” (CSV). 2023年8月2日閲覧。
3. ↑  “読み仮名データの促音・拗音を小書きで表記するもの(zip形式) 愛知県” (zip).   日本郵便 (2024年2月29日). 2024年3月26日閲覧。
4. ↑  “市外局番の一覧” (PDF).   総務省 (2022年3月1日). 2022年3月22日閲覧。
5. ↑  “ナンバープレートについて”.   一般社団法人愛知県自動車会議所. 2024年1月21日閲覧。
6. 1 2  西尾市教育委員会事務局 学校教育課 (2023年6月2日). “小中学校の通学区域” (PDF).   西尾市. 2024年4月11日閲覧。
7. ↑  総務省統計局 (2014年3月28日). “平成7年国勢調査の調査結果(e-Stat) - 男女別人口及び世帯数 －町丁・字等” (CSV). 2021年7月20日閲覧。
8. ↑  総務省統計局 (2014年5月30日). “平成12年国勢調査の調査結果(e-Stat) - 男女別人口及び世帯数 －町丁・字等” (CSV). 2021年7月20日閲覧。
9. ↑  総務省統計局 (2014年6月27日). “平成17年国勢調査の調査結果(e-Stat) - 男女別人口及び世帯数 －町丁・字等” (CSV). 2021年7月21日閲覧。
10. ↑  総務省統計局 (2012年1月20日). “平成22年国勢調査の調査結果(e-Stat) - 男女別人口及び世帯数 －町丁・字等” (CSV). 2021年7月21日閲覧。
11. ↑  総務省統計局 (2017年1月27日). “平成27年国勢調査の調査結果(e-Stat) - 男女別人口及び世帯数 －町丁・字等” (CSV). 2021年7月21日閲覧。

### 書籍
1. 1 2 3 4 5  「角川日本地名大辞典」編纂委員会 1989, p. 597.
2. 1 2 3 4  「角川日本地名大辞典」編纂委員会 1989, p. 598.